# Vladimír Vladimírovič von Meck
Vladimír Vladimírovič von Meck, rusky Влади́мир Влади́мирович фон Мекк (26. července 1877 Moskva – 16. května 1932 New York) byl ruský malíř, mecenáš a sběratel obrazů. Část jeho sbírky je majetkem Treťjakovské galerie.

## Životopis

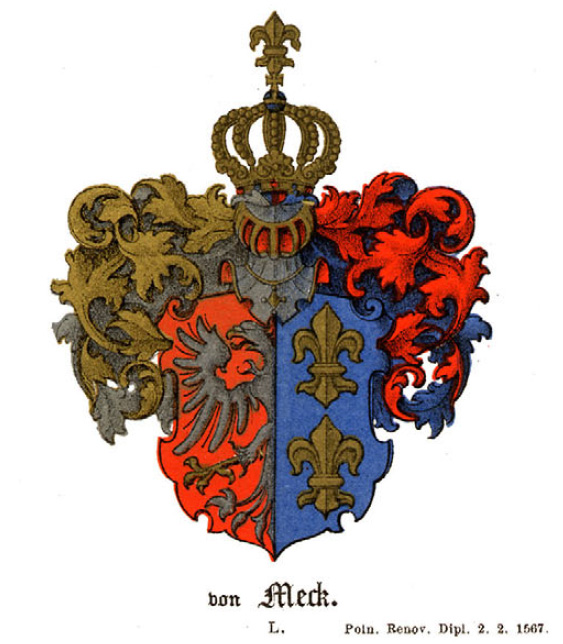
Erb rodu von Meck

Vladimír Vladimírovič se narodil v Moskvě dne 14. července 1877 do rodiny Vladimíra Karloviče von Mecka (1852–1893) a Jelisabety Michajlovny (1861–1892), dcery moskevského výrobce vodky M. A. Popova. Jeho dědeček z otcovy strany, Karl Otto Georg von Meck, byl jedním ze zakladatelů železniční sítě Ruského impéria. Babička z otcovy strany Naděžda Filaretovna von Meck proslula svým přátelstvím s Petrem Iljičem Čajkovským. Takovýto původ přímo předurčoval k životu milovníka umění s mocným finančním zázemím.
Od dvanácti let navštěvoval kurzy kresby u Valentina Alexandrovič Serova, jehož obrazy později ve značném počtu putovaly do jeho sbírek. Stal se jedním ze zakladatelů společnosti Svět umění a Svazu ruských umělců. V letech 1902–1903 otevřel společně v Petrohradě umělecký salon „Moderní umění“, kde představoval šperky, nábytek a obrazy umělců Konstantina Alexejeviče Somova, Nikolaje Konstantinoviče Rericha, Leona Baksta a dalších.
Po absolvování Právnické fakulty v Moskvě byl povolán do armády a po výcviku u granátnické dělostřelecké brigády byl propuštěn jako praporčík dělostřelecké zálohy.
V letech 1899–1903 byl vedoucím dobročinných institucí velkovévodkyně Alžběty Fjodorovny, od roku 1904 byl jejím osobním sekretářem. Během rusko-japonské války se jako hlavní komisař Ruského Červeného kříže v Japonsku a podílel na odesílání ruských válečných zajatců vlasti.
Zajímal se o skautské hnutí, podporoval jeho rozvoj v Rusku a v roce 1914 se stal jedním ze zakladatelů Spolku pro pomoc organizaci mladých skautů města Moskvy.
Za Velké války byl jmenován komisařem všech nemocničních skladů, oddílů a vlaků císařovny Alexandry Fjodorovny.
Po říjnové revoluci zůstal Vladimír Vladimírovič v Rusku a přijal práci v moskevském Malém divadle. Jeho divadelní skici byly představeny v roce 1919 na XI. Státní výstavě prací činovníků v oblasti užitého umění a uměleckého průmyslu v Moskvě.
V roce 1923 byl Vladimír von Meck poslán do Paříže, aby vybral obrazy ruských umělců žijících v zahraničí pro putovní výstavu ruského umění v Americe. Do Sovětského svazu se již nevrátil. Zemřel 16. května 1932 v New Yorku.

## Sběratelská činnost
Vladimír Vladimírovič von Meck poskytoval významnou morální i materiální pomoc Michailu Alexandroviči Vrubelovi. V jeho sbírce byla především díla Vrubelova, ve významnějším počtu Viktora Michajloviče Vasněcova, Isaaka Iljiče Levitana, Konstantina Alexejeviče Korovina, Nikolaje Konstantinoviče Rericha, Konstantina Andrejeviče Somova. V letech 1907–1908 byla kvůli finančním potížím část sbírky prodána Treťjakovské galerii. Mezi nejznámější přeprodaná díla patří Vrubelův Svržený démon, Rerichovo Vladimírovo tažení na Korsuň, Levitanova Měsíční noc a Vasněcovova Alenka.
Von Meckovy sbírky tvořily i miniatury, gobelíny, vzácné tisky a nábytek.